# Ózdi József Attila Gimnázium és Kollégium
Az Ózdi József Attila Gimnázium és Kollégiumot 1945-ben alapították Ózdon.
A hagyományos, nappali tagozatos képzés mellett hamarosan beindult a dolgozók gimnáziuma, majd 1968-tól az egészségügyi szakközépiskolai képzés. 1992-től a nevelőtestület felvállalta a hatosztályos gimnáziumi tagozat beindítását, majd 2005-ben elindult az öt évfolyamos, nyelvi előkészítő osztály is. A szakképzés átalakulásával párhuzamosan megkezdődött a levelező tagozatos szakképzés is, amely iránt komoly érdeklődés mutatkozik.
A József Attila Gimnázium, Szakközépiskola, Kollégium és Alapfokú Művészetoktatási Intézményt 2005. július 1-jén hozta létre a Borsod-Abaúj-Zemplén megyei Önkormányzat három intézmény integrációjával. Az integráció előtt önállóan létező József Attila Gimnázium és Egészségügyi Szakközépiskola, az Ady Endre Középiskolai Kollégium és az Erkel Ferenc Zeneiskola 2005-től közös igazgatás alatt folytatja azt munkát, amelyet több évtizedes működésük során is végeztek.
2019-től már csak gimnáziumi oktatás folyik az intézményben.

## Az iskola története
2005-ben a fenntartó Borsod-Abaúj-Zemplén Megyei Önkormányzat döntése értelmében 3 intézmény integrációjával létrejött a József Attila Gimnázium, Szakközépiskola, Kollégium és Alapfokú Művészetoktatási Intézmény.
2011. augusztus 1-jével egy újabb átszervezés következett, amelynek eredményeként létrejött a Borsod-Abaúj-Zemplén Megyei Önkormányzat József Attila Gimnázium, Szakképző Iskola és Kollégium. Az új intézmény tagiskolájává vált a Bolyai Farkas Szakképző Iskola és a Serényi Béla Gimnázium, Mezőgazdasági Szakközépiskola és Kollégium is.
2013. áprilisában intézmény a Klebelsberg Intézményfenntartó Központ Miskolci Tankerületének fenntartásába került, s ezzel párhuzamosan változott a név is: Ózdi József Attila Gimnázium, Szakképző Iskola és Kollégiumként működtött tovább az iskola.
Még ennek az évnek a nyarán leválasztották a putnoki tagiskolát, 2014. szeptember 1-től pedig a Bolyai Farkas Szakképző Tagiskolát, így ismét változott az iskola neve is: Ózdi József Attila Gimnázium, Szakközépiskola és Kollégiumra.
A törvényi változások miatt 2016. szeptember 1-től a szakközépiskolai képzést átnevezték szakgimnáziumi képzésre, ezért az iskola új neve: Ózdi József Attila Gimnázium, Szakgimnázium és Kollégium lett.

## A 2023/2024-es tanévben induló osztályok
| Képzési forma          | Kód  | Évfolyam | Tagozat                             |
| ---------------------- | ---- | -------- | ----------------------------------- |
| Négyévfolyamos osztály | 0001 | 4        | Emelt szintű műszaki – informatika  |
| Négyévfolyamos osztály | 0002 | 4        | Emelt szintű biológia – kémia       |
| Négyévfolyamos osztály | 0003 | 4        | Emelt szintű nyelvi                 |
| Négyévfolyamos osztály | 0004 | 4        | Emelt szintű humán                  |
| Négyévfolyamos osztály | 0005 | 4        | Katonai osztály                     |
| Négyévfolyamos osztály | 0006 | 4        | Emelt szintű testnevelés            |
| Ötévfolyamos osztály   | 0007 | 5        | Arany János Tehetséggondozó Program |